# Tereza Nová
Tereza Nová (* 6. února 1998 Stod) je česká alpská lyžařka a olympionička, účastnice zimních olympijských her v Pekingu.

## Kariéra
Svůj debut zažila 4. prosince 2014 na mezinárodních závodech ve slalomu FIS v Geilu. Svého prvního velkého mezinárodního závodu se zúčastnila o pět let později na mistrovství světa juniorů ve Val di Fassa. Do té doby závodila především ve FIS a v univerzitních závodech a na různých národních šampionátech.
Na zimní univerziádě v ruském Krasnojarsku jí těsně unikla medaile v super-G i v týmové soutěži a skončila čtvrtá. Na konci sezony získala své první medaile na mistrovství České republiky, stříbro v super-G a v alpské kombinaci a bronz ve sjezdu.
V zimě během sezony 2019/20 debutovala ve Světovém poháru ve slalomu v Levi. Do druhé jízdy se jí nepodařilo kvalifikovat. V roce 2022 se poprvé zúčastnila zimních olympijských her. Jejím nejlepším výsledkem bylo 14. místo v alpské kombinaci.
Dne 25. září 2024 vyhrála svůj první závod. Zvítězila ve sjezdu v Corralcu.

### Pád v Garmisch-Partenkirchenu
V pátek 24. ledna 2025 utrpěla při pádu během tréninku v Garmisch-Partenkirchenu krvácení do mozku. Vrtulníkem byla dopravena do německé nemocnice v Murnau, kde podstoupila operaci. Cílem operace bylo snížení otoku mozku. Po operaci byla uvedena do umělého spánku. Probuzena byla v druhé polovině února, téměř po měsíci od jejího nárazu. Následoval její převoz do české nemocnice.

## Osobní život
Je ve vztahu s bývalým lyžařem Ondřejem Berndtem, který ji rovněž trénuje.

## Úspěchy

### Zimní olympijské hry
- Peking 2022: 14. místo v alpské kombinaci, 14. místo v družstvech, 28. místo ve sjezdu, 33. místo v super-G